# Tetramerium
Tetramerium es un género de plantas fanerógamas perteneciente a la familia Acanthaceae. El género tiene 60 especies de plantas herbáceas.

## Descripción
Plantas herbáceas perenne, erecta a extendida o postrada, o bien, arbusto, con cistolitos. Hojas opuestas (raramente ternadas), subsésiles a pecioladas, las hojas distales rara vez sésiles, margen entero a crenado. Inflorescencias en forma de espigas dicasiales terminales, conspicua y por lo general densamente bracteadas, cuadrangulares, no ramificadas, dicasios opuestos, 1-3-floros, sésiles, llevando en la base una bráctea; brácteas opuestas, verdes, margen entero a dentado, bractéolas más pequeñas que las brácteas. Flores homostilas, llevando en la base 2 bractéolas homomórficas, sésiles; cáliz profundamente 4-5-lobado, lóbulos iguales o, de ser 5, entonces uno comúnmente reducido; corola blanca, amarilla, de color crema, azul o roja, a menudo con marcas de color marrón y purpúreas en el labio superior, externamente glabra (en nuestras especies), tubo subcilíndrico o gradualmente expandido en la parte distal, garganta indiferenciada o diferenciada sólo cerca de la boca, limbo pseudopapilionáceo, labio superior entero a  emarginado, labio inferior trilobado, lóbulo central inferior  comúnmente conduplicado, abrazando los estambres y frecuentemente el estilo en la antesis, lóbulos de la corola imbricados en el botón; estambres 2, exsertos, anteras bitecas, tecas iguales a subiguales, paralelas a subsagitadas, igualmente insertas, sin apéndices basales, sin estaminodios; estilo exserto, estigma bilobado, lóbulos iguales. Fruto tipo cápsula estipitada, retináculos presentes, septos con los retináculos separándose de la pared interna de la cápsula madura. Semillas 4 o menos por absorción, homomórficas, plano-convexas, fuera de la zona de estudio a veces cóncavo-convexas, sin tricomas.
Género de 28 especies distribuidas desde el suroeste de Estados Unidos, gran parte de México, Centroamérica y el noroeste de Sudamérica hasta Bolivia. Con 21 especies, México es el centro de diversidad de Tetramerium.
Las especies se encuentran primariamente en regiones de bosques secos a altitudes más bien bajas.

## Especies seleccionadas
- Tetramerium abditum
- Tetramerium angustius
- Tetramerium aureum
- Tetramerium butterwickianum
- Lista de especies